# كوتسوولدز

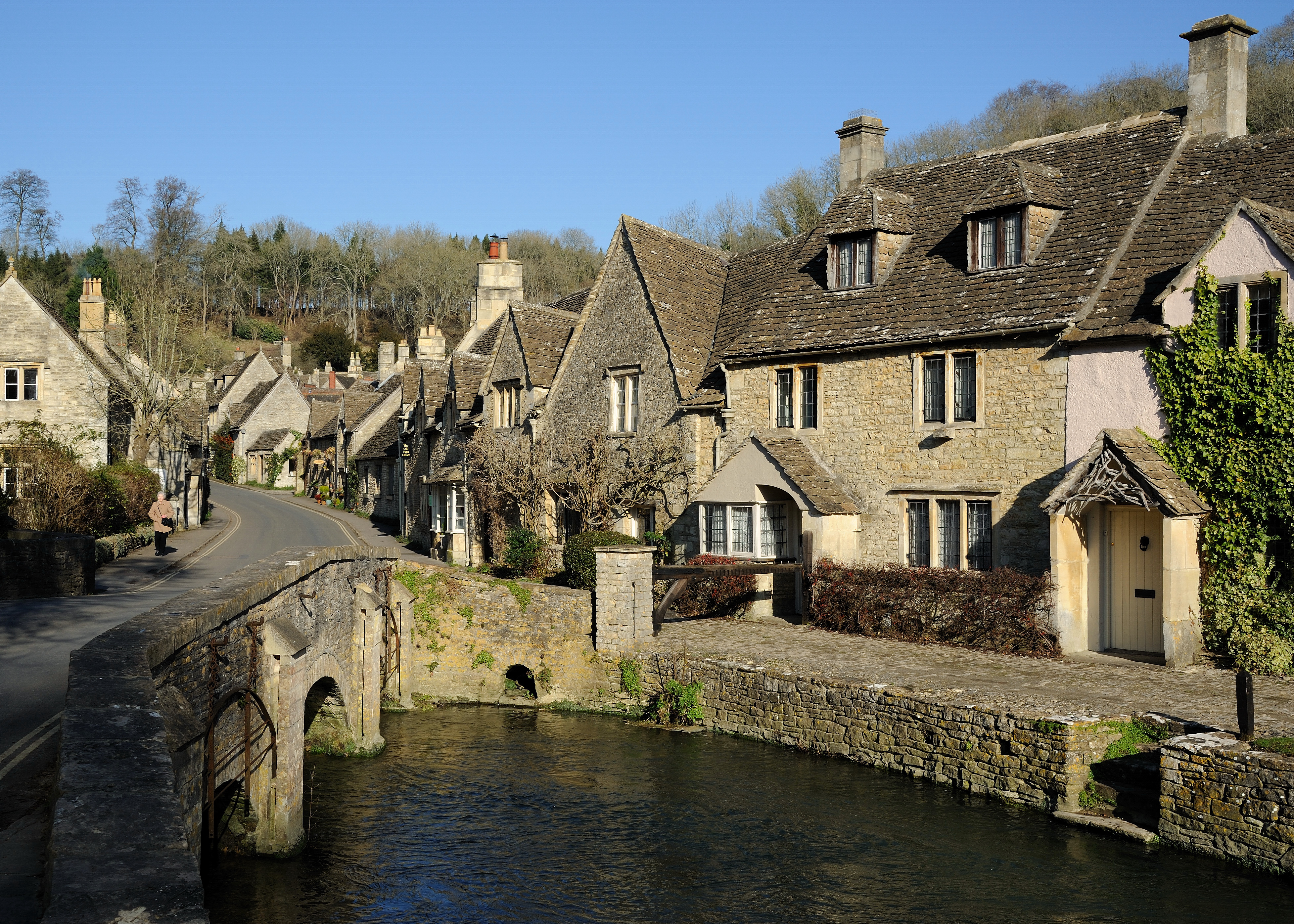
قلعة كومب هي قرية كوتسوولدز صغيرة في ويلتشير بإنجلترا.

كوتسوولدز Cotswolds هي مجموعة من التلال في وسط غرب إنجلترا في منطقة طولها 90 ميل (145 كم) وعرضها 25 ميل (40 كم)، وهي منطقة ذات جمال طبيعي أخاذ. أحياناً تسمي «قلب إنجلترا». أعلي قمة في مجموعة كوتسوولدز هي تلة كليڤ (Cleeve Hill) ذات ارتفاع 1083 قدم (330 متر) وتقع على بعد 2.5 ميل (4 كم) من شمال شيلتينهام.

## أعلام
- إيملي بيدجون
- بولي دونبار